# Красногорлый скрытохвост
Красногорлый скрытохвост, или бразильский скрытохвост (лат. Crypturellus strigulosus), — вид птиц из семейства тинаму. Распространён в тропических и субтропических областях Южной Америки.

## Описание
Длина тела около 28 см. Оперение верхней части тела красновато-коричневого цвета, горло рыжее, грудь серая, брюхо светлое, ноги коричневые. У самок оперение в верхней части с охристым оттенком и чётко выраженными чёрными полосками.

## Поведение
Как и другие тинаму, представители данного вида питаются фруктами, небольшим количеством беспозвоночных, семенами, корешками, словом, тем, что они могут найти на земле или вблизи неё. Гнездо строят на земле.

## Распространение
Живут в тропических и субтропических лесах на высоте до 500 м над уровнем моря. Вид обитает на северо-западе Боливии, в южной части бразильской Амазонии и в восточной части Перу.